# Sousoší Olivetské hory (Olomouc)

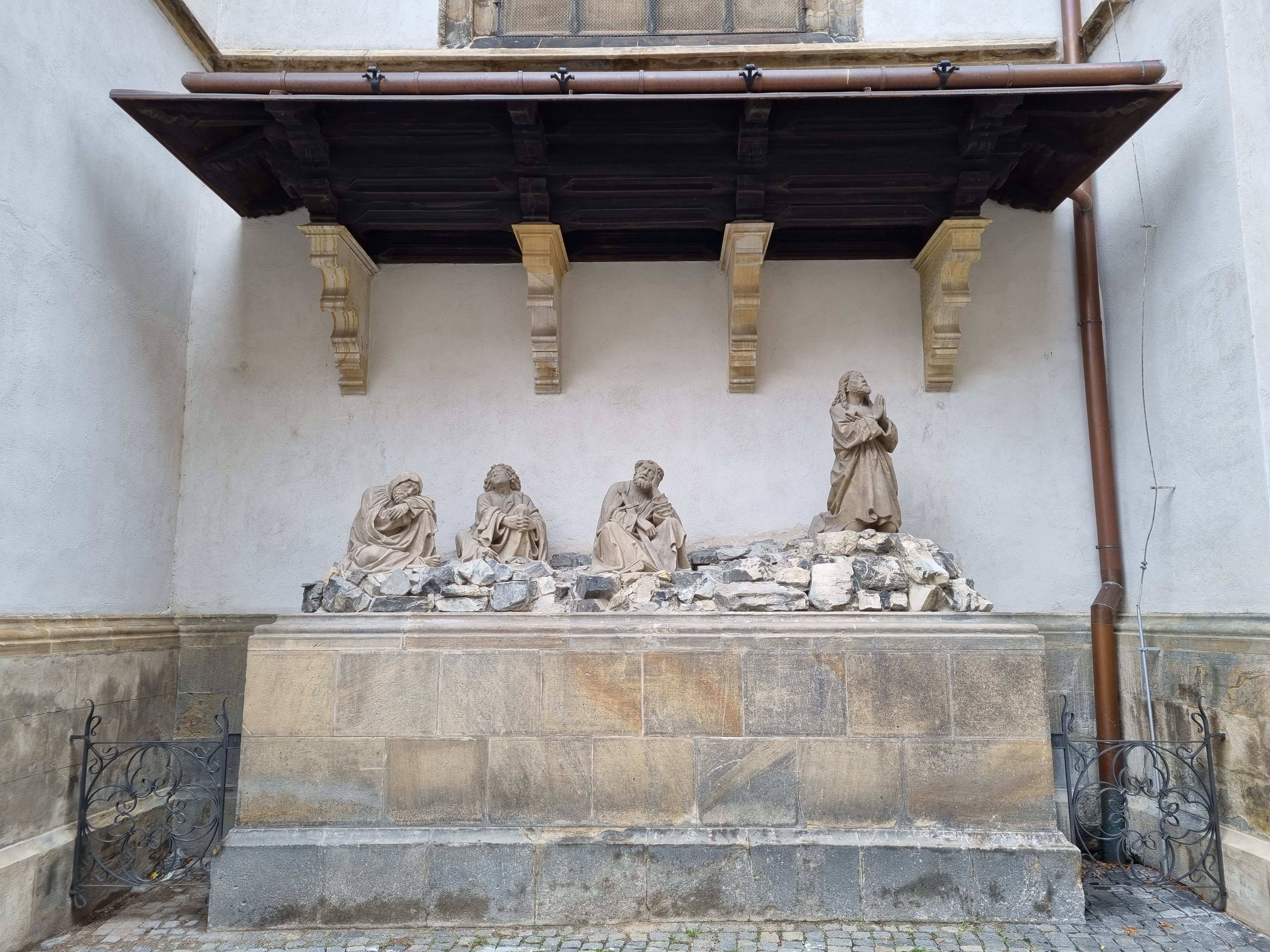
Kopie sousoší Olivetské hory u jižní stěny kostela svatého Mořice

Sousoší Olivetské hory v kostele svatého Mořice v Olomouci je jedna z nejvýznamnějších památek pozdně gotického sochařství v českých zemích.
Sousoší sestávající ze čtyř samostatných soch – sedících apoštolů Petra, Jana a Jakuba a modlícího se Krista – bylo vytvořeno pravděpodobně ve 30. letech 15. století z mladějovského pískovce. Jeho autorem je neznámý středoevropský či přímo pražský sochař, tvořící nejspíše pod vlivem porýnského nebo jihonizozemského umění.
Jednotlivé sochy byly původně polychromované, byly zhotoveny v pestrých barvách – červené, modré, zelené a bílé. Právě objev zbytků polychromie při restaurování v 90. letech 20. století umožnil stanovit dobu vzniku sousoší do doby o mnoho let dřívější, než se všeobecně soudilo.
Sousoší, které je považováno za vůbec první evropské sochařské ztvárnění Krista na Olivetské hoře, bylo nejspíše původně umístěno na dnes již neexistující hřbitovní zdi kolem kostela svatého Mořice. Pravděpodobně koncem 19. století bylo sousoší umístěno na kamenný podstavec u jižní zdi Svatomořického kostela. Dnes se originál, jenž je ve vlastnictví římskokatolické farnosti u sv. Mořice nachází v kapli svatého Jana Křtitele ve Zdíkově paláci, který je součástí expozice Arcidiecézního muzea v Olomouci. Na původní postavec byla v roce 2007 umístěna jeho kopie. 

## Významná data
- 30. léta 15. století: pravděpodobný vznik sousoší
- do roku 1784 – sousoší součástí výzdoby hřbitova kolem kostela svatého Mořice
- 1985: kvůli ochraně proti poškození vandaly bylo sousoší přeneseno do interiéru kostela, do bývalé křestní kaple pod kruchtou.
- 1999: sousoší vystaveno v Muzeu umění na výstavě Od gotiky k renesanci. Výtvarná kultura Moravy a Slezska 1400–1550.
- 2000-2001: sousoší vystaveno v Palazzo di Venezia v Římě na výstavě Ultimi fiori del medioevo – Dal gotico al rinascimento in Moravia e nella Slesia
- 2006: sousoší zařazeno do stálé expozice Arcidiecézního muzea v Olomouci.
- 2007: sousoší vystaveno v Praze ve Valdštejnské jízdárně na výstavě Slezsko – Perla v české koruně
- červen 2007: u příležitosti 750. výročí první zmínky o kostele svatého Mořice byla při jižní zdi kostela na původní místo osazena kopie sousoší

## Galerie

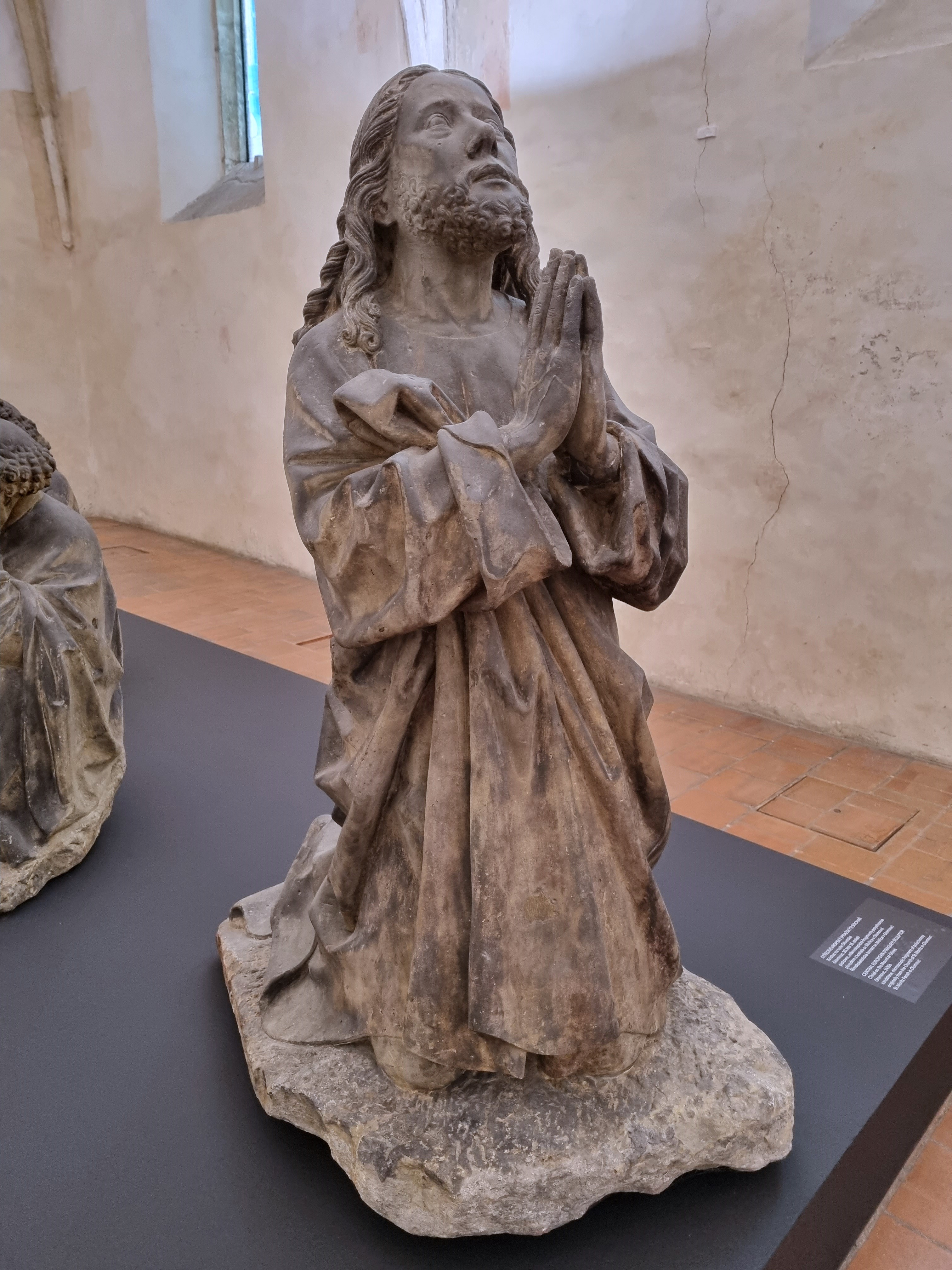
Kristus
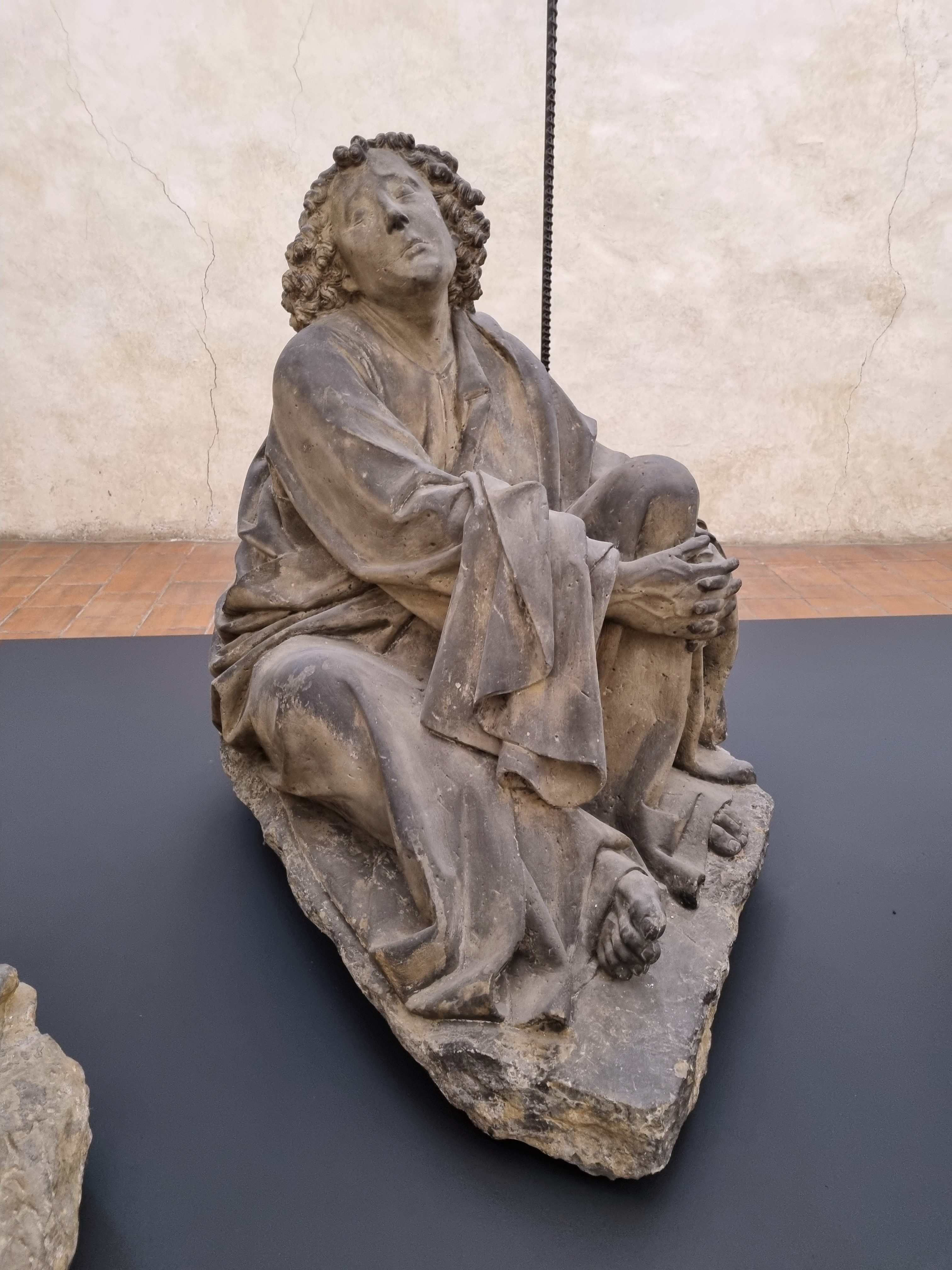
Svatý Jan
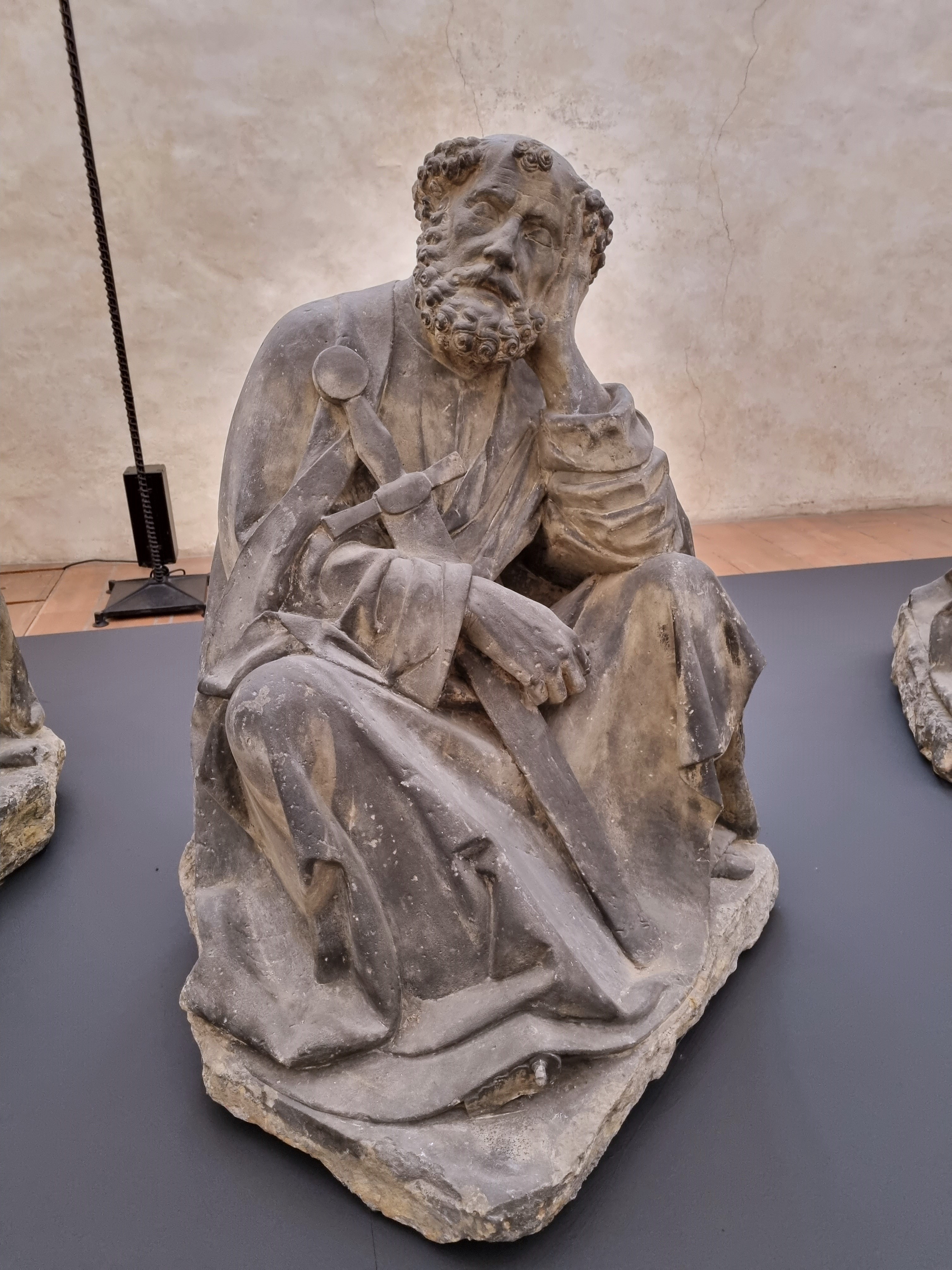
Svatý Petr
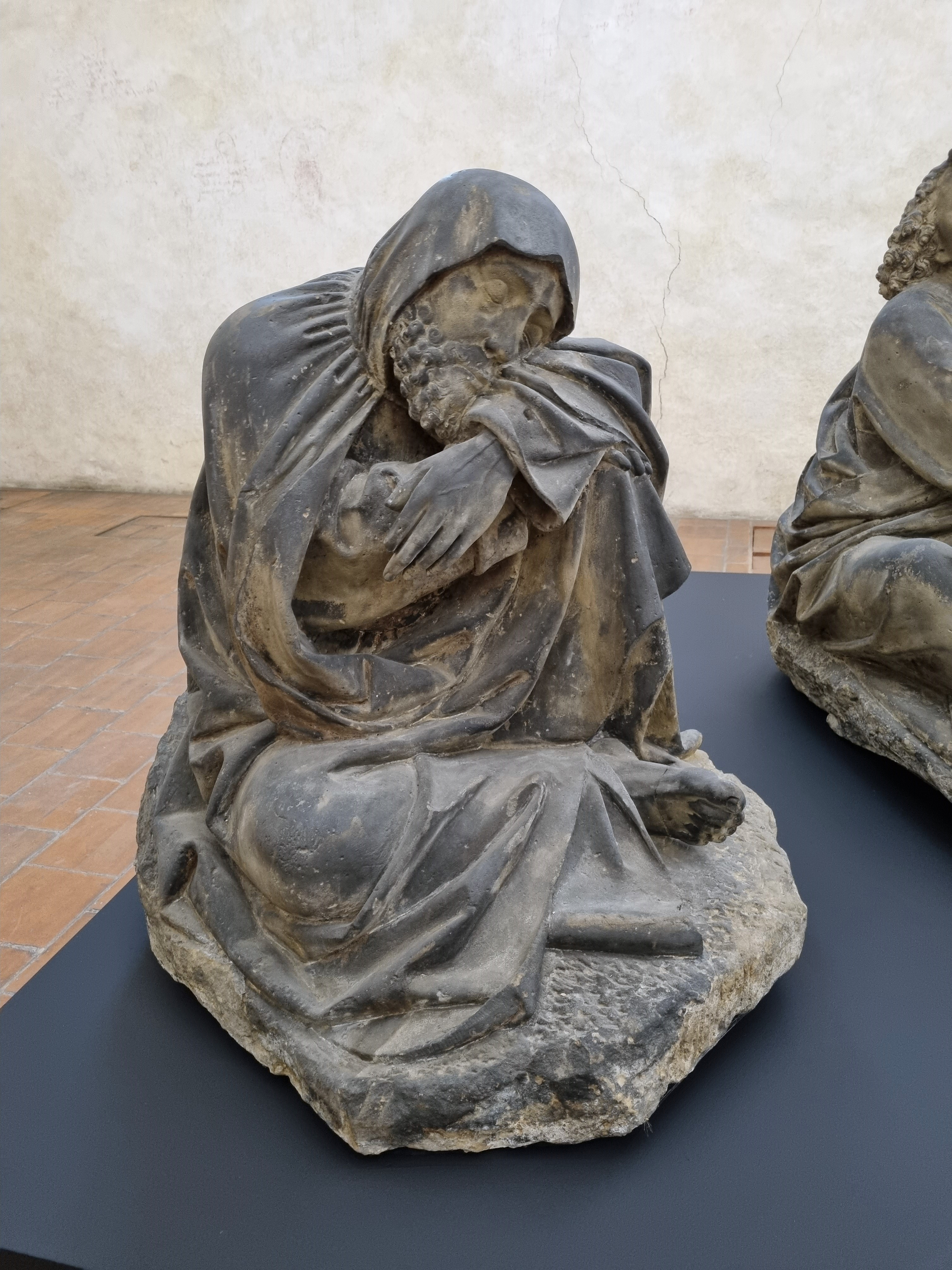
Svatý Jakub
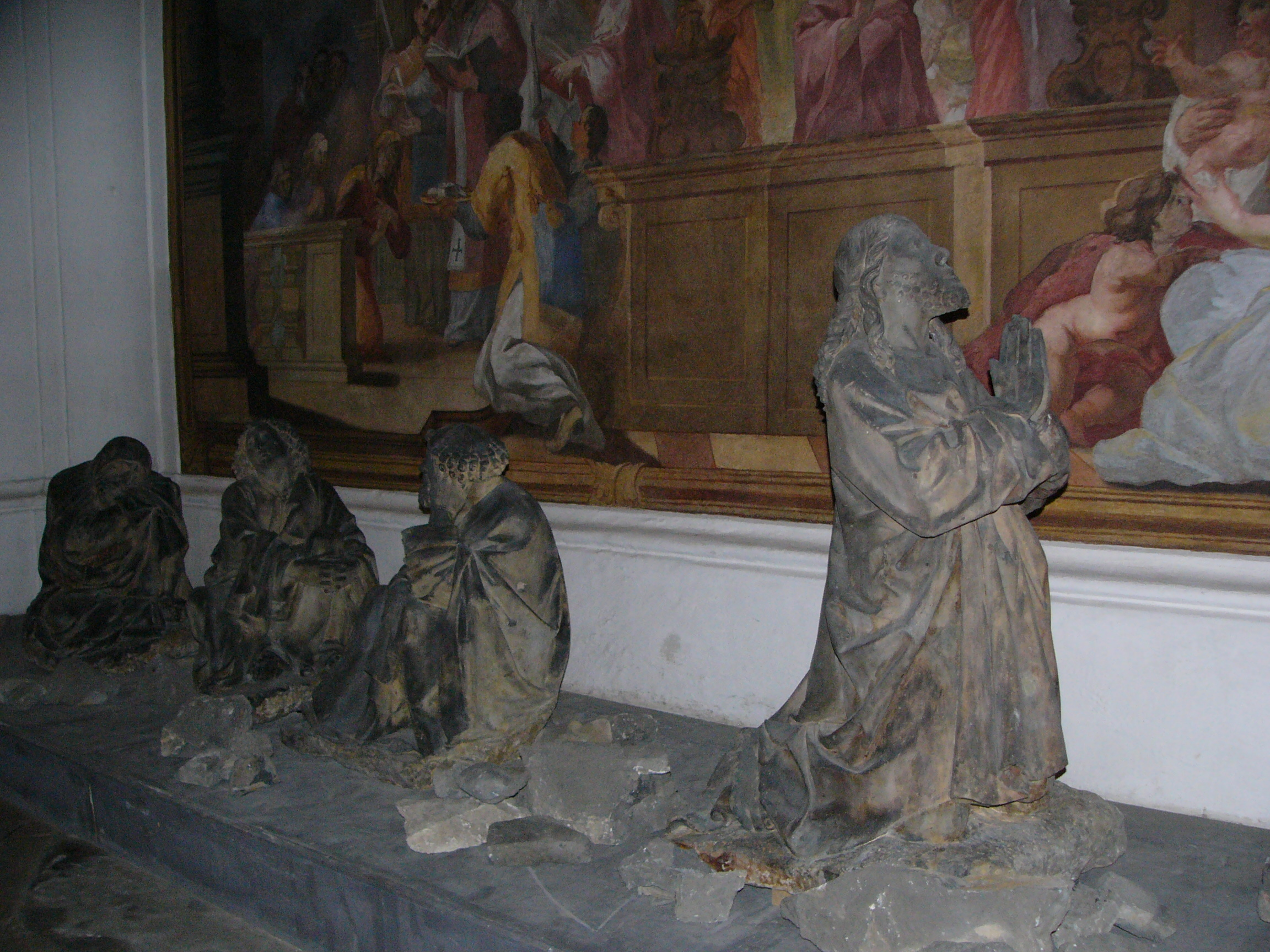
Sousoší Olivetské hory uložené v letech 1985–2006 v interiéru kostela svatého Mořice
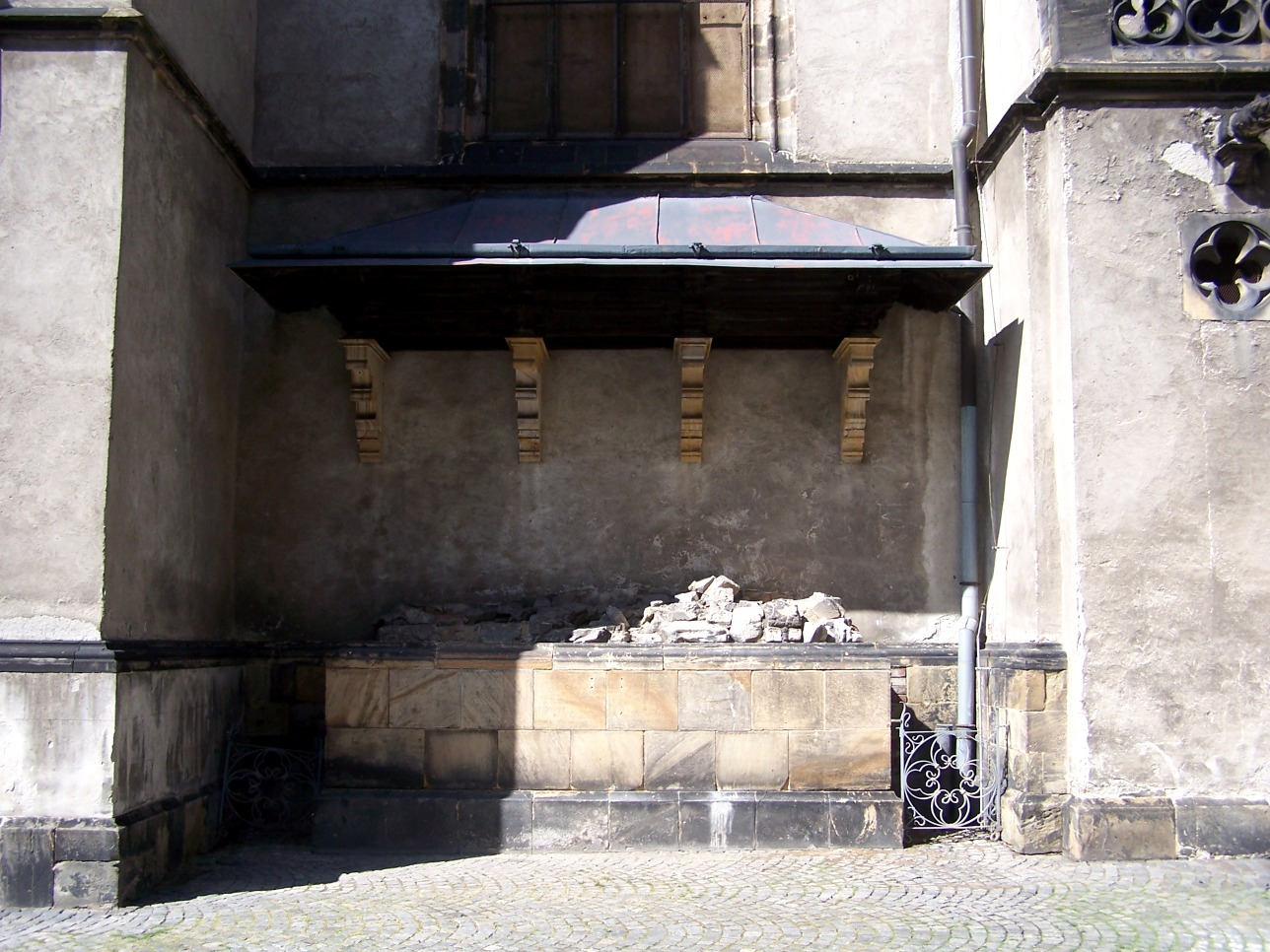
Podstavec u jižní stěny kostela svatého Mořice před osazením kopie sousoší